# 2592 Hunan
A 2592 Hunan (ideiglenes jelöléssel 1966 BW) a Naprendszer kisbolygóövében található aszteroida. A Bíbor-hegyi Obszervatóriumban fedezték fel 1966. január 30-án.